# Giravanz Kitakjúšú
Giravanz Kitakjúšú (japonsky ギラヴァンツ北九州) je japonský fotbalový klub z města Kitakjúšú hrající v J2 League. Klub byl založen v roce 1947 pod názvem Mitsubishi Chemical Kurosaki SC. V roce 2009 se připojili do J.League, profesionální japonské fotbalové ligy, klub se přejmenoval na Giravanz Kitakjúšú. Svá domácí utkání hraje na Mikuni World Stadium Kitakyushu.